# Псећа пантљичара
Псећа пантљичара (лат. Taenia echinococcus) живи као одрасла јединка у цревима пса. Други њен домаћин је, најчешће, говече или овца, а ређе човек. Мала је и има свега неколико чланака. Када најстарији чланак сазри, он се откине од пантљичаре и пас га са изметом избаци напоље. У таквом чланку има по неколико стотина јаја. Говеда или овце пасући поједу са травом и јаја пантљичаре. У њиховом стомаку се из оваквог јајета излеже ларва пантљичара, која се пробије кроз цревни зид и путем крви допре у неки део њихове утробе, обично у јетру или у плућа. Ту се учврсти и почне да се развија лучећи око себе течност. Ова течност нарасте толико да се на том месту створи читава једна израслина, која може бити велика и тешка до једног килограма.
Приликом клања заражене стоке делови њихове утробе са овим израслинама бацају се, пси их поједу и заразе се пантљичаром, која почиње опет свој кружни развој. Други домаћин ове пантљичаре може бити човек. Јаја пантљичаре доспевају у човека преко некуване хране − обично поврћа − која је на неки начин запрљана псећим изметом у коме има пантљичариних јаја, или непосредно од зараженог пса. Пас заражен пантљичаром лиже свој чмар, на коме се задрже пантљичарина јаја, која се онда, било са храном било стављањем прљавих прстију у уста, унесу у стомак, одакле прелазе у крв и утробу, као и код говечета или овце. Јаје се најчешће задржи у јетри, у којој се постепено развије мања или већа израслина, која човеку смета притиском на околна ткива и суседне органе. Болесници, поред тегоба које им долазе од притиска, примете да им испод десних ребара нешто расте. Лекари тада брзо утврде да је то псећа пантљичара.
После јетре, најчешће нападнути орган су плућа, у којима се пантљичара развија на сличан начин као у јетри. И овде болеснику смета притисак израслине. Дијагноза се обично поставља рендгенски. Псећа пантљичара може напасти и остале органе, али много ређе него јетру и плућа. Лечење је у сваком случају само хируршко. Од ове врсте пантљичаре људи се могу прилично лако сачувати. Довољно је да пазе на храну и на чистоћу руку. Не треба јести неопрану, некувану храну, не треба неопраних руку сести за сто, не треба дозвољавати псу да нам жиле руке и, што је најважније, треба утробу заклане стоке заражене овом, врстом пантљичаре закопавати дубоку у земљу, онемогућујући псима да се преко ње заразе пантљичаром. Псеће пантљичаре има на овим просторима углавном у Далмацији и Македонији, ређе у осталим крајевима. Посебно је распрострањена у деловима Евроазије, северне и источне Африке, Аустралије и јужне Америке. У циљу спречавања интермедијане на домаћина, псу се може дати антхелминтик вакцина.